# Barboncito
Barboncito (Canyon de Chelly, 1821 – Canyon de Chelly, 15 dicembre 1871) è stato un condottiero nativo americano dei navajo noto anche con lo pseudonimo di Hástlin Dághá ("uomo con le basette"), fu un capo spirituale e politico del suo popolo.

## Biografia
Era nato tra i Ma'ìì deeshgììzhìnìì (i coyote che superano le persone), un clan che viveva nei pressi del canyon di Chelly a nord-est dell'Arizona, nella contea di Apache ed era fratello di Delgadito, altro capo indiano. Fu firmatario di numerosi trattati tra gli Stati Uniti e i navajo, incluso il trattato di Doniphan del 1976, conosciuto anche come Trattato di Bear Spring, che fu un tentativo di stabilire la pace tra i navajo e il governo statunitense durante la guerra messicana.